# カール・パンズラム
カール・パンズラム（英語: Carl Panzram, 1891年6月28日 - 1930年9月5日）はアメリカ合衆国の連続殺人犯で、立証されていないものも含め22件の殺人を犯したとされる。刑死後にその半生を記した自伝が発表されたことでも知られる。

## 生い立ち
1891年にミネソタ州でドイツ系移民の子に生まれ、貧しい農場の一家で育った。12歳から住居不法侵入や窃盗で2度少年院に送られており、反抗的な態度で体罰が絶えなかった。さらに少年院を出て放浪中の14歳のとき浮浪者たちの集団強姦に遭うなどの経験から、「力こそ正義」の世界に向けた怒りと憎しみを募らせていったという。16歳で年齢を偽って陸軍に入隊しているが、入隊早々に命令不服従を繰り返して営倉送りとなり、最終的には衣服類や金の襟ボタンを盗んで脱走しようとした容疑により入隊からわずか数か月で軍法会議へ送致され、当時の陸軍長官ウィリアム・H・タフトに3年の懲役を言い渡されている。それから13年後、パンズラムはコネティカット州ニューヘイヴンのタフトの邸宅に押し入り、4万ドル相当の宝石と国債を盗み出し復讐している。
成人後も窃盗・強盗や放火、強姦でたびたび逮捕・投獄され、反抗的だったパンズラムは殴打や放水の虐待を受け、脱獄も繰り返した。1918年に14年の懲役を残したまま脱獄して以降、偽名を使って南北アメリカ、ヨーロッパ、アフリカを転々とした。このころ偶然にも先のタフト邸に押し入って宝石類や公債を盗んでおり、このとき持ち出した拳銃はのちの殺人に用いられた。
初めて殺人に手を染めたのは1920年で、ニューヨークで強盗のため水夫を撃っては海に捨て、3週間でちょうど10人を殺した。その後アンゴラに渡り、ルアンダで11歳の少年を強姦したうえ殺した。またロビトでは、ワニ狩りと称して雇った6人の現地人の男たちを沼地で撃ち殺し、死体は捨ててワニに食わせた。アメリカに戻った後も1922年から翌年にかけて少年1人を強姦・撲殺、男1人を射殺し、さらに1人の少年を強姦しベルトで絞殺したとみられる。
パンズラムは幼少からの社会の酷な仕打ちを恨んでおり、また憎悪を隠せない自分自身に対する嫌悪から自棄的な犯罪に及んだ。嗜好的に快楽殺人を行っていたわけではなく、またしばしば襲った男を強姦したが、これも生まれついての同性愛ではなかった。より多くの人間を殺そうと貯水池に毒を流したり、米英間に戦争を引き起こすためイギリス軍艦を爆破しようと企てたこともあったという。

## 告白と刑死
パンズラムは1928年に逮捕されてワシントンD.C.に拘置中にいくつかの殺人を自白しているが、立証には至らず不法侵入・窃盗についてカンザス州レブンワースの連邦刑務所での懲役25年を言い渡された。またこのとき着任したばかりの看守ヘンリー・レッサーと知り合った。レッサーが囚人を通じて1ドルを渡すと、生まれて初めての恩義に感じたパンズラムは涙を流した。レッサーは筆記具を渡し、その悲観主義的な人生観（パンズラムはショーペンハウエルを読んでいたらしい)）に至る過去を書き記させた。上の犯罪歴はおおむねこの手記に拠っている。
投獄されたパンズラムは数か月後に洗濯場の作業監督を鉄棒で殴り殺して起訴されたが、彼は明確に死刑を望んで抗告を拒み、弁護人も断った。この間にもレッサーとの手紙の往復は続き、カントの『純粋理性批判』や雑誌を送らせて読んだり、精神異常とされないように気を遣ったりしている様子がうかがえる。結局彼は最後まで一切の反省も後悔もすることなく、1930年9月5日、絞首刑に処せられた。執行人に最期の言い分を尋ねられたパンズラムは「さっさとしろよ、田舎者め。おまえがもたもたしてるうちに、俺なら10人は殺せるぞ！」と罵った。

## その後
レッサーはパンズラムの自伝の出版に尽力したが、これは死後40年たった1970年にようやく叶い、ロングセラーとなっている。
1996年にはパンズラム役にジェームズ・ウッズ、レッサー役にロバート・ショーン・レナードを配して、ティム・メトカーフ監督、オリバー・ストーン制作総指揮で『KILLER/第一級殺人』として映画化されている。